# 535-й истребительно-противотанковый артиллерийский полк
535-й истребительно-противотанковый артиллерийский Штеттинский Краснознамённый полк Резерва Главного Командования — воинское формирование Красной армии ВС СССР, в годы Великой Отечественной войны.
Сокращённое наименование — 535 иптап РГК

## История
Полк начал своё формирование 12 сентября 1942 года, на основании приказа НКО СССР, в Московском учебном артиллерийском центре в городе Коломна.
Полк 5 ноября 1942 года выгрузился на станции Раковка и вошёл в состав 21-й армии сосредоточившись в роще 1 км севернее х. Нижнее-Затонский где находился до 19 ноября 1942 года.
В соответствии с приказом 535 иптап № 57 от 8 ноября 1942 зачислена на все виды довольствия прибывшая в полк для дальнейшего прохождения службы команда шофёров рядового и мл. начальствующего состава в количестве 15 человек, среди прибывших шофёр красноармеец Анохин Иван Карпович призванный в 1941 году Анастасиевским РВК Ростовской области.
На основании приказа Командующего войсками Южного фронта № 0015/УКА от 23 марта 1943 года, полк вышел из боя в тыл фронта на переформирование в город Новочеркасск, где 26 апреля вошёл в состав вновь формируемой 15-й отдельной истребительно-противотанковой артиллерийской бригады РГК.
По состоянию на 1 марта 1944 535 иптап насчитывал : офицеров −44, сержантов и солдат −247, 76 мм пушек-19, автотягачей −19, автомашин −12.
По состоянию на 30 апреля 1944 535 иптап насчитывал офицеров −33, сержантов и солдат −251, 76 мм пушек-18, автотягачей −10, автомашин −11.

## Участие в боевых действиях
Период вхождения в действующую армию: 5 ноября 1942 года — 23 марта 1943 года, 21 апреля 1943 года — 18 мая 1944 года, 21 июля 1944 года — 9 мая 1945 года.
Ноябрь 1942
Согласно боевому донесению штаба 535 иптап № 1 на 15:00 9 ноября 1942 года
1) Полк в составе 15 орудий с передками и 15 машин «Виллис» сосредоточился согласно боевому распоряжению 21 армии и размещался в роще 1 км сев. н.п. Нижнее-Затонска, 4 орудия с передками находятся в пути следования и одно орудие находиться в нп. Головский.
2) Для выполнения боевой задачи полк находился в чрезвычайно тяжёлом положении. Нет горючего, имевшиеся 400 литров при передвижении попали под бомбёжку, осколками были пробиты бочки и бензин вытек.
3) Пять машин «Виллис» находятся в Головский, в 4 машинах сожжены муфты сцепления, а у 5 машины в результате халатности водителя лопнул блок мотора — требуется заводской ремонт.
4) Запрошенные 9 автомашин ГАЗ-АА на ст. Серебрякова не оказались и не получены. Полк не имеет транспортных машин положенных по штату в количестве 13 штук и совершенно не на чем перевозит боеприпасы которые находятся на ст. Раковка в количестве 1.4 б/к.
6. Личный состав в количестве 100 человек из- за отсутствия транспорта находиться в пути к месту сосредоточения.
7) В ночь с 8 ноября на 9 ноября вследствие бомбёжки района сосредоточения ранен зам.командира 3 батареи политрук Семёнов — направлен в госпиталь и пробит радиатор «Виллиса» — требуется ремонт.
8) Продуктами питания полк не обеспечен.
9) Боеприпасы на орудия 1.6 б/к.
10) Моральное состояние личного состава здоровое.
19 ноября 1942 года во второй половине дня полк переправился через р. Дон получив задачу сопровождать и обеспечивать в противотанковом отношении 93 стрелковый полк 76-я стрелковая дивизия (1-го формирования). На рассвете 20 ноября 1943 при подходе к хутору Евстратовский полк развернулся заняв боевые порядки, но огня не открывал так как румынские солдаты услышав шум моторов наших машин приняли их за танки и частично сдались в плен, а частично разбежались. 21 и 22 ноября 1942 полк совершал марш совместно с 93 стрелковым полком. 22 ноября 1942 в 16:00 из Нижняя Бузиновка было выброшено две батареи и они расстреливали отходящих из Верхняя Бузиновка на восток немецкие автомашины и обоз. В этом бою было сожжено 3 автомашины 12 повозок и уничтожено до 30 солдат и офицеров противника.
Первое боевое крещение полк получил 23 ноября 1942 в этот день на рассвете полк вошёл в Евлампиевский где занял временные огневые позиции. В 07:45 артнаблюдатели донесли что на выс. 118.4 сосредоточилось от 80 до 100 танков противника и выстраиваются в боевой порядок для атаки. По распоряжению начальника артиллерии 76 сд гв. полковника Бобровника 2-я, 3-я и 5-я батареи (командир 2 батареи лейтенант Мухин Борис Иванович, зам .командира 2 батареи по политчасти политрук Гаспарян Ашот Оганесович; командир 5 батареи ст.лейтенант Александрин Иван Савельевич, зам.ком. 5 батареи по политчасти политрук Хвостов Евгений Карпович,) 535 иптап немедленно вступил в бой, в дальнейшем выведены из резерва и вступили в бой 1 и 4 батареи (Врид командира 1 батареи ст.лейтенант Голяков Иван Сергеевич). Всего в этот день полк сжёг 16 немецких танков и 10 подбил. Потери полка — убито 13 человек (командиров орудий −3, наводчиков −2, шофёров −3, номеров расчётов −5), ранено 30 человек. (один раненный остался в строю) пушек −2 автомашин 2.
Согласно акту от 24 ноября 1942 за подписями начальника артиллерии 76 стрелковой дивизии гв.полковника Бобровника командира 93 стрелкового полка гв. майора Сушко командира артгруппы 93 стрелкового полка Малашникова командира 535 иптап гв. подполковника Портного зам. командира 535 иптап по полит. части батальонного комиссара Тимофеева и уполномоченного особого отдела по 535 иптап мл. лейтенанта госбезопасности Левина. 535 иптап 23.11.1942 на высотах юго-вост. х. Евлампиевский вступил в бой с 80-100 танками противника. Бой длился с 8 утра до 19:00. Всего в этот день полк сжёг 16 немецких танков и 10 подбил. Итого 26 танков.
25 ноября 1942 535 иптап поддерживал 93 стрелковый полк, в 14 :00 в районе х. Грицкова (Калачевский район Волгоградской обл) полк получил приказ командира 51-й гвардейской стрелковой дивизии. выделить две батареи для поддержки танковой атаки. В результате атаки выделенные 1-я и 4 -я батареи 535 иптап понесли большие потери от миномётно-пулемётного огня противника. Потери в 535 иптап — 28 человек, из них убито : средних командиров-1, командиров орудий −1, шофёров-2, орудийных номеров −7, ранено: средних командиров-4 командиров орудий −2 орудийных номеров −11 человек. Уничтожено в результате прямых попаданий автомашин «Виллис»-2, автомашины ГАЗ АА −1. Полком уничтожено 1 немецкий танк вкопанный в землю, 1 противотанковое орудие и более 20 гитлеровцев.
28 ноября 1942 535 иптап совершил марш одной батареей с 93 стрелковым полком и четырьмя батареями с 216 стрелковым полком по маршруту 2 км.западнее Песковатка (Дубовский район) Сокаревка, Дмитриевка (Городищенский район) с выходом на выс. 92.1 где полк развернулся и открыл огонь по немецкой мотоколонне. В результате была разбита колонна автомашин с пехотой противника: сожжено 6 автомашин, рассеяно и частично уничтожено до 2-х батальонов пехоты.
Всего 535 иптап в период с 22 ноября 1942 по 30 ноября 1942 уничтожено : 27 немецких танков, 1 противотанковое орудие, 1 пулемёт, 9 автомашин,12 повозок и до 70 немецких солдат и офицеров.
Декабрь 1942
15 декабря в районе хутора Нижне-Кумский полк вёл тяжёлый бой с контратакующими танками противника, за день боя было уничтожено 10 танков противника.
27 декабря 1942 535 иптап поддерживая 1051-й стрелковый полк 300-я стрелковая дивизия (1-го формирования) и совместно овладели Верхне-Курмоярская
31 июля 1943 535 иптап прикрывал части 40-й гвардейской стрелковой дивизии (в районе балка Сметанина) и находясь на огневой позиции юго-зап скаты выс. 211.5 при отражении контратаки противника полком сожжено : танков −3, автомашин −1, мотоциклов 1. Потери убит командир 535 иптап гв. майор Сербин А.С, убито рядовых и мл.нач.состава — 4 человека, ранено −13 человек в том числе командир 5 батареи, подбит автотягач −1.
01 августа 1943 535 иптап прикрывал части 40 гв. стрелковой дивизии (в районе балка Сметанина) и находясь на огневой позиции юго-зап скаты выс. 211.5 при отражении контратаки противника полком сожжено танков — 5, подбито танков −4, рассеяно до 2 рот автоматчиков. 3 батарея 535 иптап (командир батареи ст. лейтенант Доценко Василий Алексеевич) вела рукопашный бой с немецкими автоматчиками. Сожжен 1 танк и 1 самоходное орудие. Потери : убито 3 ранено 13 человек. Разбито одно орудие прямым попаданием снаряда и одно орудие подбито авиабомбёжкой, выведен из строя автомобиль «Студеббеккер». 
C 09 августа 1943 по 15 августа 1943 535 иптап был выведен из боя и сосредоточился в районе Ново Тузловский — Каменно-Тузловка Калмыков где был доукомплектован за счёт 665 иптап.
27 августа 1943 года. Согласно оперативной сводке № 48 штаба 15 оиптабр к 15:00 27 августа 1943 года 535 иптам находился в резерве начальника артиллерии 1 гв. стрелкового корпуса и в дальнейшем придан командиру 24-й гвардейской стрелковой дивизии.
29 августа 1943 года. Согласно оперативной сводке № 49 штаба 15 оиптабр на 19:00 29 августа 1943 года 535 иптап продвинулся вперёд в направлении 24-я гвардейская стрелковая дивизия и тремя батареями занимал огневую позицию на зап. окраине с. Анастасиевка и двумя батареями один км.сев-вост окраина с. Анастасиевка ведя огонь по отходящему противнику.
Согласно оперативной сводке № 52 к 16:00 01 сентября 1943 535 иптап занимал огневую позицию двумя батареями выс. 153.06 и тремя батареями 0.5 км вост. хутора Чистяков, командный пункт полка 0.5 км вост. н.п. Ульяновка. За период 31 августа 1943 полком при отражении контратаки противника уничтожено до роты пехоты. Потери полка: убито офицеров −1, сержантов — 4, ранено офицеров −1, солдат −3. сгорели: 1 машина студебеккер и одна штабная машина. Расход боеприпасов осколочных гранат — 385 шт.
C 30 сентября 1943 535 иптап сопровождал 14 танковую бригаду
16 октября 1943 535 иптап сосредоточился в районе хутора Мукомол
25 октября 1943 наступая в составе 19 танкового корпуса вышел на рубеж Новониколаевка (Мелитопольский район) в этот день полк захватил в плен двух немецких солдат, а также одну автомашину с грузом.
26 октября 1943 535 иптап продолжал наступление в составе 19 танкового корпуса и уничтожил в бою танков «Тигр»-1 самоходную арт.установку «Фердинанд»-1 автомашин −1.
27 октября 1943 535 иптап продолжал наступление в направлении Аскания-Новая -Перекоп в ходе боя уничтожил 7 автомашин . Потери полка убит командир 535 иптап гв. майор Швырев который лично сел за панораму и прямой наводкой вёл огонь по немецкой миномётной батареи, ранено −8 человек.
В ночь с 25 февраля 1944 на 26 февраля 1944 года 535 иптап в составе 15 оиптабр переправилась через Сиваш.
04 марта 1944 согласно боевому донесению 15 оиптабр № 08 вос. окр. Чигары на Крымском плацдарме в ходе ночного артобстрела ранен командир 535 иптап гв. подполковник Сторчеус, обязанности командира 535 иптап возложены на его заместителя гв. майора Еремченко.
12 марта 1944 согласно боевому донесению 15 оиптабр № 09 от 13.03.1944 на 10:00 место Хаджи-Булат. Во время бомбёжки ранен начальник штаба 535 иптап капитан Красноярский Вениамин Петрович — эвакуирован в госпиталь.
13 апреля 1944 согласно боевому донесению 15 оиптабр № 011 сев. вост. окраина Теберти Тургеневка (Крым) убит в бою исполняющий обязанности командира 535 иптап гв. майора Еремченко Аркадий Ефимович.
13 апреля 1944 года в 10:00 535 иптап и 636 иптап первыми из артиллерийских частей ворвались в город Симферополь.
16 мая 1944 года 535 иптап сосредоточился в нп. Мамут-Султан (Доброе (Крым). 18 мая 1944 535 иптап на основании приказа начальника артиллерии 4 Украинского фронта № 0022 вышла из состава артиллерии 4 Украинского фронта и с 19 мая 1944 вошла в состав Симферопольского учебного артиллерийского лагеря.
02 июля 1944 после 18:00 535 иптап эшелоном от ст. Симферополь убыл в место сосредоточения нп. Волчанск (Харьковская область) где вошёл в состав Волчанского учебно артиллерийского лагеря.
15 июля 1944 года 535 иптап в 06:00 убыл эшелоном со ст. Шебекино до ст. Холобы Голобы(24 км юго-вос. Ковеля) и на основании директивы ГШКА № 295061 от 21 июля 1944 вышла из состава ВУАЛ и перешла в подчинение начальника артиллерии 1-Белорусского фронта и по прибытии сосредоточился в 2 км вос. нп. Волочёк
15 июня 1946 года, на основании директив ГШ ВС СССР № орг/1/97 от 5 мая 1946 года и ВС ГСОВГ № 00659 от 12 мая 1946 года, полк был расформирован.

## Подчинение
| Подчинение              | Подчинение               | Подчинение                           | Подчинение                              | Подчинение                                                          | Подчинение |
| Дата                    | Фронт (округ)            | Армия                                | Корпус                                  | Бригада                                                             | Примечания |
| ----------------------- | ------------------------ | ------------------------------------ | --------------------------------------- | ------------------------------------------------------------------- | --- |
| 01.10.1942              | Московский военный округ | -                                    | -                                       | -                                                                   | на формировании |
| 01.11.1942              | Резерв ставки ВГК        | -                                    | -                                       | -                                                                   | - |
| 01.12.1942              | Донской фронт            | 21-я армия                           | -                                       | -                                                                   | - |
| 01.01.1943              | Южный фронт              | 2-я гвардейская армия                | -                                       | -                                                                   | - |
| 01.02.1943              | Южный фронт              | 2-я гвардейская армия                | -                                       | -                                                                   | - |
| 01.03.1943              | Южный фронт              | 2-я гвардейская армия                | -                                       | -                                                                   | - |
| 24.03.1943 — 25.04.1943 | Южный фронт              | -                                    | -                                       | -                                                                   | на формировании |
| 26.04.1943 — 10.07.1943 | Южный фронт              | -                                    | -                                       | 15-я отдельная истребительно-противотанковая артиллерийская бригада | резерв фронта |
| 10.07.1943 — 11.07.1943 | Южный фронт              | 5-я ударная армия                    | -                                       | 15-я отдельная истребительно-противотанковая артиллерийская бригада | форсирование реки Миус |
| 11.07.1943 — 09.08.1943 | Южный фронт              | 5-я ударная армия                    | 31-й гвардейский стрелковый корпус      | 15-я отдельная истребительно-противотанковая артиллерийская бригада | оборона на реке Миус |
| 09.08.1943 — 16.08.1943 | Южный фронт              | -                                    | -                                       | 15-я отдельная истребительно-противотанковая артиллерийская бригада | резерв фронта |
| 16.08.1943 — 16.09.1943 | Южный фронт              | 2-я гвардейская армия                | 1-й гвардейский стрелковый корпус       | 15-я отдельная истребительно-противотанковая артиллерийская бригада | наступление, форсирование реки Миус и преследование противника                                                                         |
| 16.09.1943 — 28.09.1943 | Южный фронт              | -                                    | -                                       | 15-я отдельная истребительно-противотанковая артиллерийская бригада | резерв фронта |
| 28.09.1943 — 05.10.1943 | Южный фронт              | 2-я гвардейская армия                | -                                       | 15-я отдельная истребительно-противотанковая артиллерийская бригада | наступление, в районе Большого Токмака                                                                                                 |
| 05.10.1943 — 10.10.1943 | Южный фронт              | -                                    | -                                       | 15-я отдельная истребительно-противотанковая артиллерийская бригада | резерв фронта |
| 10.10.1943 — 16.10.1943 | Южный фронт              | 28-я армия и 44-я армия              | -                                       | 15-я отдельная истребительно-противотанковая артиллерийская бригада | в обороне |
| 16.10.1943 — 24.10.1943 | Южный фронт              | 51-я армия                           | -                                       | 15-я отдельная истребительно-противотанковая артиллерийская бригада | форсирование реки Молочная и освобождение города Мелитополь                                                                            |
| 24.10.1943 — 05.11.1943 | 4-й Украинский фронт     | -                                    | 19-й танковый корпус                    | 15-я отдельная истребительно-противотанковая артиллерийская бригада | наступление |
| 05.11.1943 — 07.11.1943 | 4-й Украинский фронт     | 51-я армия                           | -                                       | 15-я отдельная истребительно-противотанковая артиллерийская бригада | в обороне на Перекопе |
| 07.11.1943 — 19.11.1943 | 4-й Украинский фронт     | -                                    | -                                       | 15-я отдельная истребительно-противотанковая артиллерийская бригада | резерв фронта |
| 19.11.1943 — 21.11.1943 | 4-й Украинский фронт     | -                                    | 2-й гвардейский механизированный корпус | 15-я отдельная истребительно-противотанковая артиллерийская бригада | в обороне, Никопольский плацдарм |
| 21.11.1943 — 24.11.1943 | 4-й Украинский фронт     | -                                    | 4-й гвардейский механизированный корпус | 15-я отдельная истребительно-противотанковая артиллерийская бригада | в обороне |
| 24.11.1943 — 09.01.1944 | 4-й Украинский фронт     | -                                    | 19-й танковый корпус                    | 15-я отдельная истребительно-противотанковая артиллерийская бригада | ликвидация Никопольского плацдарма |
| 09.01.1944 — 18.01.1944 | 4-й Украинский фронт     | -                                    | -                                       | 15-я отдельная истребительно-противотанковая артиллерийская бригада | ликвидация Никопольского плацдарма |
| 18.01.1944 — 22.01.1944 | 4-й Украинский фронт     | -                                    | 34-й стрелковый корпус                  | 15-я отдельная истребительно-противотанковая артиллерийская бригада | оборона на Никопольском плацдарме |
| 22.01.1944 — 23.01.1944 | 4-й Украинский фронт     | -                                    | -                                       | 15-я отдельная истребительно-противотанковая артиллерийская бригада | резерв фронта |
| 23.01.1944 — 08.04.1944 | 4-й Украинский фронт     | 51-я армия                           | -                                       | 15-я отдельная истребительно-противотанковая артиллерийская бригада | оборона и подготовка к наступлению на Крымском плацдарме за Сивашем                                                                    |
| 08.04.1944 — 10.04.1944 | 4-й Украинский фронт     | 51-я армия                           | 63-й стрелковый корпус                  | 15-я отдельная истребительно-противотанковая артиллерийская бригада | наступление, прорыв обороны на Сиваше, меж озерные дефиле                                                                              |
| 10.04.1944 — 13.05.1944 | 4-й Украинский фронт     | -                                    | 19-й танковый корпус                    | 15-я отдельная истребительно-противотанковая артиллерийская бригада | наступление по освобождению Крыма |
| 13.05.1944 — 16.05.1944 | 4-й Украинский фронт     | Отдельная Приморская армия           | -                                       | 15-я отдельная истребительно-противотанковая артиллерийская бригада | - |
| 16.05.1944 — 03.07.1944 | -                        | -                                    | -                                       | 15-я отдельная истребительно-противотанковая артиллерийская бригада | Симферопольский учебный артиллерийский лагерь, учёба                                                                                   |
| 03.07.1944 — 07.07.1944 | -                        | -                                    | -                                       | 15-я отдельная истребительно-противотанковая артиллерийская бригада | переезд по железной дороге Симферополь — Шебекино                                                                                      |
| 07.07.1944 — 15.07.1944 | -                        | -                                    | -                                       | 15-я отдельная истребительно-противотанковая артиллерийская бригада | Волчанский учебный артиллерийский лагерь, учёба                                                                                        |
| 26.07.1944 — 31.08.1944 | 1-й Белорусский фронт    | -                                    | -                                       | 15-я отдельная истребительно-противотанковая артиллерийская бригада | резерв фронта |
| 31.08.1944 — 22.12.1944 | 1-й Белорусский фронт    | 48-я армия                           | -                                       | 15-я отдельная истребительно-противотанковая артиллерийская бригада | наступление в районе Острув-Мазовецка, преследование противника, форсирование реки Нарев и расширение Наревского плацдарма             |
| 22.12.1944 — 17.01.1945 | 2-й Белорусский фронт    | -                                    | -                                       | 15-я отдельная истребительно-противотанковая артиллерийская бригада | резерв фронта |
| 17.01.1945 — 06.02.1945 | 2-й Белорусский фронт    | 3-й гвардейский кавалерийский корпус | -                                       | 15-я отдельная истребительно-противотанковая артиллерийская бригада | наступательные операции в Восточной Пруссии                                                                                            |
| 06.02.1945 — 08.02.1945 | 2-й Белорусский фронт    | -                                    | -                                       | 15-я отдельная истребительно-противотанковая артиллерийская бригада | резерв фронта |
| 08.02.1945 — 03.03.1945 | 2-й Белорусский фронт    | 49-я армия                           | -                                       | 15-я отдельная истребительно-противотанковая артиллерийская бригада | наступательные операции в Данцигском коридоре                                                                                          |
| 03.03.1945 — 08.03.1945 | 2-й Белорусский фронт    | -                                    | -                                       | 15-я отдельная истребительно-противотанковая артиллерийская бригада | резерв фронта |
| 08.03.1945 — 03.04.1945 | 2-й Белорусский фронт    | 65-я армия                           | -                                       | 15-я отдельная истребительно-противотанковая артиллерийская бригада | наступательные операции в по очищению предместных районов и самого города Данцига                                                      |
| 03.04.1945 — 14.04.1945 | 2-й Белорусский фронт    | -                                    | -                                       | 15-я отдельная истребительно-противотанковая артиллерийская бригада | резерв фронта |
| 14.04.1945 — 15.05.1945 | 2-й Белорусский фронт    | 70-я армия                           | -                                       | 15-я отдельная истребительно-противотанковая артиллерийская бригада | подготовка к наступлению, форсирование, реки Одер, наступательные операции в Западной Померании, завершение разгрома фашистских войск. |
| 15.05.1945 — 02.07.1945 | 2-й Белорусский фронт    | -                                    | -                                       | 15-я отдельная истребительно-противотанковая артиллерийская бригада | резерв фронта, Мальхинский учебный артиллерийский лагерь                                                                               |
| 03.07.1945 — 15.06.1946 | ГСОВГ                    | -                                    | -                                       | 15-я отдельная истребительно-противотанковая артиллерийская бригада | учёба |

## Командование полка

### Командиры полка
- Портнов Иосиф Ефимович (12.09.1942 — 01.1943), гвардии подполковник
- Тимофеев Пётр Андреевич (02.1943 — 06.1943), батальонный комиссар, майор
- Сербин Артём Симонович ( — 31.07.1943) гвардии подполковник (убит в бою)
- Швырев Григорий Иванович (07.1943 — 27.10.1943), гвардии майор (убит в бою)
- Сторчеус Дементий Иудович (28.10.1943 — 05.1944), подполковник
- Попов Борис Васильевич (12.09.1944 — 12.02.1946), гвардии подполковник
- Астахов Дмитрий Васильевич (22.02.1946 — 15.06.1946), полковник

### Заместители командира по строевой части
- Попов Андрей Макарович (10.1944 — ?), майор
- Еремченко Аркадий Ефимович ( — 13.04.1944), майор (убит 12.04.1944 при бомбёжке)

### Заместители командира по политической части
- Тимофеев Пётр Андреевич (20.09.1942 — 02.1943), батальонный комиссар;
- Клебанов Борис Григорьевич (1943), майор;
- Журавлёв Александр Михайлович (10.1943 — 04.1944), майор;
- Иванов Георгий Георгиевич (02.1945 — 15.06.1946), майор

### Начальники штаба полка
- Шеремет Николай Филиппович (12.09.1942 — 02.1943), подполковник;
- Голяков Иван Сергеевич (15.02.1943 — 24.12.1943), капитан, майор;
- Красноярский Вениамин Петрович (01.1944 — 12.03.1944), капитан;
- Миначев Галлян Шигапович (10.1944 — 03.1945), майор;
- Мельников Иван Афанасьевич (04.1945 — 15.06.1946), подполковник

## Награды и наименования
| Награда (наименование)              | Дата награждения                                                            | За что награждён |
| ----------------------------------- | --------------------------------------------------------------------------- | --- |
| Почётное наименование «Штеттинский» | присвоено приказом Верховного главнокомандующего № 0108 от 4 июня 1945 года | в ознаменование одержанной победы и за отличие в боях за овладение городом Штеттин                                                                   |
| Орден Красного Знамени              | награждён Указом Президиума Верховного Совета СССР от 5 апреля 1945 года    | за образцовое выполнение заданий командования в боях с немецкими захватчиками при овладении городом Черск и проявленные при этом доблесть и мужество |